# Forumtheater

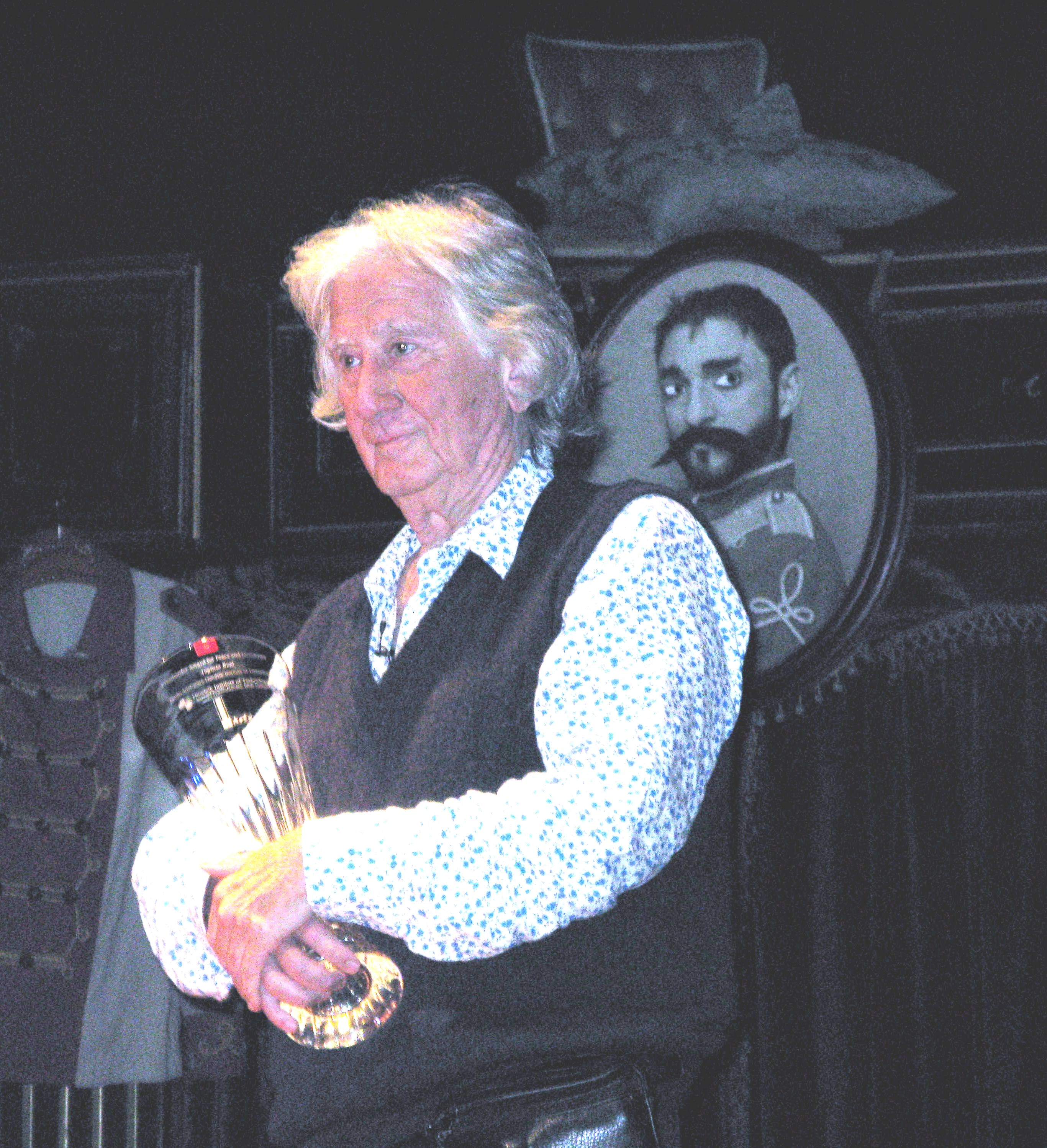
Augusto Boal

Das Forumtheater ist die zentrale Methode im Theater der Unterdrückten, das Augusto Boal (Rio de Janeiro) entwickelt hat. Es ist eine Form des interaktiven Theaters, das zum Ziel hat, Theater für alle erreichbar zu machen – als Mittel des Dialogs und um die soziale Realität zu verändern.

## Methode
Im Forumtheater wird dem Publikum eine Szene vorgestellt, die schlecht und unbefriedigend endet. Ein Joker ermutigt das Publikum, die dargestellte Szene im Dialog zu einem besseren Ende zu bringen.
Im Forumtheater werden vor allem durch zugespitzte symbolhafte Szenen Fragen aufgeworfen. Die Szenen werden meist in offenen Workshops aus den Themen und Erfahrungen der Teilnehmenden entwickelt. Die Zuschauenden können sich in die dargestellten Szenen einwechseln und die Schauspielenden, die Schwache, Diskriminierte oder Benachteiligte spielen, ersetzen. Bei diesen sogenannten Interventionen geht es um die Antworten auf diese Fragenbeispiele: Was würde ich in der dargestellten, gespielten Situation tun? Wie können wir durch unsere Ideen und unser Handeln die Szenen zum Besseren verändern?
Mit dem Forumtheater kann jede Problemstellung der Gemeinschaft der Beteiligten
- von diesen ausgesprochen und ins Bild gebracht werden,
- von ihnen selbst durch das Spiel in einen symbolischen politischen Kontext gebracht werden und
- durch das auf Resonanz beruhende Handeln des Publikums verändert werden.

## Hintergrund
Die pädagogische Basis für das Forumtheater liefert die Befreiungspädagogik oder die Pädagogik der Unterdrückten nach Paulo Freire. Der Brasilianer Augusto Boal hat Forumtheater in den 1950er und 1960er Jahren, während der Militärdiktatur, entwickelt. Die Stücke waren zu Beginn sehr politisch und endeten mit klaren Handlungsanweisungen. Eine eindrückliche Erfahrung mit einem Landarbeiter im Publikum, der ihn dazu aufrief, selbst zu kämpfen – was er nicht wollte –, regten ihn dazu an, statt Antworten zu geben, Fragen zu stellen. Seitdem hat sich das Forumtheater ständig weiterentwickelt. In einer weiteren Erfahrung mit einer Zuschauerin 1973 hob er die Trennung zwischen Künstlern und Publikum auf, die erste Intervention war geboren, bei der das Publikum nicht nur Ideen ausspricht, sondern auch selbst auf die Bühne kommt und sie ausspielt.
Boal beschrieb das Forumtheater 1989 in Theater der Unterdrückten.
Die Methode wird heute in über 80 Ländern weltweit in der Bildungsarbeit und im gesellschaftlichen öffentlichen Dialog eingesetzt. Ihre Anwendung unterliegt keiner rechtlichen Reglementierung und darf und soll sich ständig durch die verschiedenen Handlungsfelder und Handelnden verändern.

## Weiterentwicklungen
Aus dem Forumtheater entstand in der Stadtratszeit von Augusto Boal das Legislative Theater.
Eine andere Weiterentwicklung des Forumtheaters ist die themenorientierte Improvisation (TOI).
David Diamond entwickelte in Kanada das Theater zum Leben. Dieses geht davon aus, dass jeder Mensch manchmal Unterdrücker und manchmal Unterdrückter ist. Es geht also nicht darum, Unterdrücker zu bekämpfen, sondern unser Handeln zu verändern, welches Unterdrückung verursacht. Das Theater zum Leben ermöglicht so eine systemische Sichtweise auf Konflikte. Praktisch bedeutet dies beispielsweise, dass beim Forumtheater oder beim Regenbogen der Wünsche nicht nur die Wünsche, Ängste und Beweggründe der Unterdrückten erforscht werden, sondern auch die der Unterdrückenden. Auch können beim Forumtheater Antagonisten vom Publikum ersetzt werden, nicht nur Protagonisten.
Der Berliner Forumtheatermacher Harald Hahn ist in Deutschland aktiv, unter anderem auch mit dem Kieztheater: Es mischt sich mit den Mitteln des Theaters in das Kreuzberger Stadtleben ein. Die Neusser Akademie Off-Theater nrw bietet Fortbildungen an, die das Forumtheater mit neueren Methoden Augusto Boals aus dem Regenbogen der Wünsche verbindet.